# Onthophagus incertus
Onthophagus incertus är en skalbaggsart som beskrevs av D'orbigny 1897. Onthophagus incertus ingår i släktet Onthophagus och familjen bladhorningar. Inga underarter finns listade i Catalogue of Life.